# Grammistops ocellatus
Grammistops ocellatus – gatunek ryby z rodziny strzępielowatych, jedyny przedstawiciel rodzaju Grammistops Schultz, 1953.
Występowanie: Ocean Indyjski i Ocean Spokojny, rafy koralowe na głębokościach 3–20 m p.p.m.

## Opis
Osiąga do 11 cm długości.